# Alexandre Negrão
Alexandre Sarnes Negrão (Campinas, 14 de octubre de 1985) es un piloto de automovilismo brasileño. Compitió en GP2 Series desde 2005 hasta 2007, logrando un podio.

## Biografía
Debutó como piloto en 1998 en el Karting brasileño donde se mantuvo hasta 2002, en su primer año se tituló campeón paulista. Para 2003 Alexandre Negrão fue fichado por el equipo Piquet Sports donde participa en la Fórmula 3 Sudamericana consiguiendo 2 victorias y 2 pole position, en esa oportunidad quedó tercero al final del campeonato. Al año siguiente repitió en la F3 Sudamericana logrando 10 victorias (6 de forma consecutiva) y 7 pole position, obteniendo de esta forma el título de campeón en esa categoría. En 2016 le pidió en matrimonio a la actriz Marina Ruy Barbosa, contrayendo nupcias en el 2017.

## GP2 Series
En 2005 ingresó a la primera temporada de GP2 Series para correr en el equipo HiTech/Piquet Racing logrando sumar solamente 4 puntos y terminando en el puesto 19 entre los 26 pilotos.
Para la temporada 2006 obtuvo el 13.eɾ lugar en la clasificación general de pilotos sin lograr victorias ni pole position. En la temporada 2007 compitió con el equipo Minardi Piquet Sport, teniendo de compañero al español Roldán Rodríguez.

## Resultados

### GP2 Series
(Clave) (negrita indica pole position) (cursiva indica vuelta rápida puntuable)

| Año  | Escudería            | 1   | 1   | 2   | 2   | 3   | 3   | 4   | 4   | 5   | 5   | 6   | 6   | 7   | 7   | 8   | 8   | 9   | 9   | 10  | 10  | 11  | 11  | 12  | 12  | Pos. | Puntos | Ref.  |
| ---- | -------------------- | --- | --- | --- | --- | --- | --- | --- | --- | --- | --- | --- | --- | --- | --- | --- | --- | --- | --- | --- | --- | --- | --- | --- | --- | ---- | ------ | ----- |
| 2005 | Piquet Sports        | IMO | IMO | BAR | BAR | MON | MON | NÜR | NÜR | MAG | MAG | SIL | SIL | HOC | HOC | BUD | BUD | EST | EST | MNZ | MNZ | SPA | SPA | SAK | SAK | 19.º | 4      | [ 1 ] |
| 2005 | Piquet Sports        | Ret | 13  | 8   | 15  | 12† | 12† | Ret | Ret | Ret | 13  | 19  | 16† | Ret | 18  | 8   | 15  | 12  | 19  | Ret | 13  | 7   | 7   | 12  | 9   | 19.º | 4      | [ 1 ] |
| 2006 | Piquet Sports        | VAL | VAL | IMO | IMO | NÜR | NÜR | BAR | BAR | MON | MON | SIL | SIL | MAG | MAG | HOC | HOC | BUD | BUD | EST | EST | MNZ | MNZ |     |     | 13.º | 13     | [ 2 ] |
| 2006 | Piquet Sports        | 13  | 7   | Ret | 11  | 7   | 7   | 7   | 18  | Ret | Ret | Ret | 12  | 5   | Ret | 16  | 9   | 5   | Ret | 8   | Ret | Ret | Ret |     |     | 13.º | 13     | [ 2 ] |
| 2007 | HiTech/Piquet Racing | SAK | SAK | BAR | BAR | MON | MON | MAG | MAG | SIL | SIL | NÜR | NÜR | BUD | BUD | EST | EST | MNZ | MNZ | SPA | SPA | VAL | VAL |     |     | 20.º | 8      | [ 3 ] |
| 2007 | HiTech/Piquet Racing | Ret | 15  | Ret | DNS | 15  | 15  | Ret | Ret | Ret | 18  | 12  | 10  | Ret | 13  | 7   | 2   | 14  | Ret | 19† | 16  | 15  | 18  |     |     | 20.º | 8      | [ 3 ] |